# Ursula K. Le Guin
Ursula Kroeber Le Guin (n. 21 octombrie 1929, Berkeley, California, SUA – d. 22 ianuarie 2018, Portland, Oregon, SUA) a fost o scriitoare americană de literatură științifico-fantastică. Le Guin a scris romane, poezii, cărți pentru copii, eseuri, nuvele și, în special, mai multe scrieri de fantezie și științifico-fantastice. Prima dată a publicat în anii '60. Lucrările sale explorează teme taoiste, anarhiste, etnografice, feministe, psihologice și sociologice.

## Biografie
Ursula Kroeber Le Guin (n. 1929) a scris romane, poezii, cărți pentru copii și eseuri. Fiică a antropologului Alfred L. Kroeber și a scriitoarei Theodora Kroeber, este licențiată în limbi romanice la Universitatea Columbia. A studiat apoi în Franța, unde și-a întâlnit viitorul soț, istoricul Charles Le Guin, cu care se căsătorește în 1953. Biografia realizată de Theodora Kroeber pentru soțul ei, Alfred Kroeber: A personal configuration, este o bună sursă de inspirație pentru Le Guin în anii de debut literar și conține elemente biografice folosite de ea mai târziu în lucrări, în special datorită interesului ei pentru antropologia socială.
A devenit interesată de literatură atunci când era foarte tânără. La vârsta de unsprezece ani a prezentat prima ei povestire la revista Astounding Science Fiction, dar a fost respinsă. Scrierile ei timpurii, dintre care unele adaptate pentru a se include în Orsinian Tales și Malafrena, sunt povestiri non-fantastice din țări imaginare. Este în căutarea unei publicații interesate să tipărească scrierile sale în domeniul științifico-fantastic, astfel încât scrierile sale au început să fie publicate în mod regulat de la începutul anilor 1960. Ea a primit o largă recunoaștere pentru romanul Mâna stângă a întunericului, care a câștigat premiile Hugo și Nebula în 1970.
Celebră pentru măiestria stilului literar și pentru explorarea temelor legate de taoism, anarhie, feminism, psihologie și sociologie, a debutat ca romancier în 1966 și este considerata una dintre cele mai bune autoare de science fiction și fantasy modern. A câștigat, la toate categoriile literare, zece Premii Hugo și Nebula, cele mai însemnate fiind pentru romanele Mâna stângă a întunericului, Deposedații și Tehanu.
În decembrie 2009, Le Guin a demisionat din Ghilda Autorilor, în semn de protest pentru afilierea acestei organizații la proiectul de digitizare al cărților inițiat de Google. „Ați ales să lucrați cu diavolul”, a scris în demisia ei. „Există anumite principii implicate, dincolo de conceptul dreptului de autor, iar pe acestea ați ales să le abandonați fără luptă, după cum au dictat termenii unei corporații”.
Le Guin a trăit în Portland, Oregon, din 1958. Ea a avut trei copii și patru nepoți.

## Premii
Le Guin a câștigat de 5 ori Premiul Nebula și de 5 ori Premiul Hugo. A câștigat odată Gandalf Grand Master în 1979 și premiul Science Fiction and Fantasy Writers of America Grand Master Award în 2003. A primit optsprezece Premii Locus pentru operele sale fantastice, mai mult ca orice autor. Romanul The Farthest Shore a luat National Book Award for Children's Books în 1973.
Le Guin a fost Oaspete de Onoare la a 33-a Convenție Mondială de Science Fiction, care a avut loc în 1975 la Melbourne, Australia. Din partea Bibliotecii Congresului Statelor Unite ale Americii a primit în aprilie 2000 premiul Legende în viață la categoria „Scriitori și artiști”, pentru contribuția semnificativă la moștenirea culturală a Americii. Pacific Northwest Booksellers Association i-a îmnânat în 2001 un premiu pentru întrega activitate. În 2004, Le Guin a primit premiul Lectura de Onoare May Hill Arbuthnot din partea Association for Library Service to Children, precum și premiul Margaret Edwards. Pe 18 octombrie 2006, a primit Maxine Cushing Gray Fellowship for Writers pentru opera sa din partea Washington Center for the Book.
În 2002, Le Guin a primit premiul Malamud pentru „excelență în domeniul ficțiunii scurte”.
La convenția din 2009, fundația Freedom From Religion i-a acordat Ursulei premiul Emperor Has No Clothes („Împăratul nu are haine”). Fundația FFR descrie premiul ca "celebrând 'discursul liber' al figurilor publice despre beneficiile religiei".

## Teme
Multe dintre operele science-fiction ale lui Le Guin pun accentul pe științele umaniste, incluzând sociologia și antropologia, ceea ce le plasează în categoria denumită în general soft science fiction.  Le Guin a contestat această clasificare a scrierilor sale, exprimându-și dezacordul față de divizarea science fiction-ului și implicațiile sale.
O caracteristică distinctivă a operelor lui Le Guin o constituie tratarea deliberată a raselor. Majoritatea personajelor principale ale lui Le Guin sunt persoane de culoare, alegere menită să reflecte majoritatea non-albă a oamenilor, căreia ea i-a atribuit frecventa lipsă a ilustrării personajelor pe copertele cărților sale. Scrierile ei folosesc deseori culturi extraterestre pentru a transmite un mesaj legat de cultura umană. Un exemplu ar fi explorarea identității sexuale prin intermediul unei rase androgine în Mâna stângă a întunericului. Asemenea teme ar putea plasa opera sa în categoria science fiction-ului feminist, deși acesta nu este neapărat un lucru necesar. Operele sale se preocupă și de probleme ecologiste.
În scrierile ei, Le Guin apelează la acțiuni și întâmplări ale vieții de zi cu zi. De exemplu, în 'Tehanu', unul dintre elementele centrale îl reprezintă preocuparea personajelor principale pentru problemele de zi cu zi ale îngrijirii animalelor, grădinăritului și activităților domestice. Deși a folosit în general perspective exterioare pentru a explora teme politice și culturale, ea a scris și ficțiuni a căror acțiune se petrece mult mai aproape de casă; multe dintre povestiri se petrec în lumea noastră, în prezent sau în viitorul apropiat.
Câteva opere science fiction ale lui Le Guin, incluzând romanele Deposedații și Mâna stângă a întunericului, aparțin ciclului Hainish, care descrie o civilizație galactică viitoare coordonată într-o oarecare măsură de o organizație numită Ecumen. Multe dintre aceste opere tratează consecințele contactului dintre diferite lumi și culturi. Ecumenul joacă rolul cadrului în care se desfășoară aceste interacțiuni. De exemplu, romanele Mâna stângă a întunericului și The Telling studiază consecințele sosirii trimișilor Ecumenului pe planete îndepărtate și șocul cultural căruia îi dau naștere.
Spre deosebire de multe opere science-fiction, niciuna dintre civilizațiile descrise de Le Guin nu poate călători cu viteze superluminice, acest lucru fiind accesibil doar navelor fără echipaj. În schimb, Le Guin a creat ansiblul, un dispozitiv care permite comunicarea instantanee la 120 de ani lumină. Termenul și conceptul au fost împrumutate ulterior de alți scriitori bine-cunoscuți.

## Adaptări ale operelor sale
Puține opere majore ale lui Le Guin au fost adaptate pentru film sau televiziune. Romanul din 1971, The Lathe of Heaven, a fost ecranizat de două ori, prima dată de WNET New York în 1980 (cu participarea ei) și a doua oară de A&E Network în 2002. Într-un interviu din 2008, Le Guin a apreciat ecranizarea din 1980 ca fiind „singura ecranizare bună” a operei sale până la acea dată.
La începutul anilor '80, animatorul și regizorul Hayao Miyazaki i-a cerut permisiunea să creeze o adaptare animată după Terramare. Nefamiliarizată cu opera lui și cu genul anime în general, Le Guin a refuzat oferta. Câțiva ani mai târziu, după ce a vizionat My Neighbour Totoro, a revenit asupra deciziei, considerând că, dacă exista cineva care să merite acceptul pentru a regiza un film despre Terramare, acesta era Hayao Miyazaki. A treia și a patra carte din seria Terramare au stat la baza filmului animat din 2005 Tales from Earthsea (ゲド戦記 Gedo Senki?). Filmul a fost regizat de fiul lui Miyazaki, Goro, ceea ce a constituit o dezamăgire pentru Le Guin. Ea și-a exprimat reținerile față de Tales from Earthsea (ゲド戦記 Gedo Senki?): în timp ce a apreciat estetica filmului, s-a legat de aspectul moral și de acțiune. Ursula Le Guin a scris: "În mare parte a fost, după părerea mea, incoerent."
În 2004, Sci Fi Channel a ecranizat primele două cărți din trilogia Terramare într-un mini-serial intitulat Legend of Earthsea. Le Guin a criticat vehement ecranizarea, numind-o o "replică palidă a Terramării imaginate de mine" și obiectând împotriva standardizării personajelor și a modului în care a fost "ținută la distanță de proces".
În anii '80, programul radiofonic al CBC Vanishing Point a adaptat Deposedații într-un serial de șase episoade a 30 de minute și Lumii îi spuneau pădure într-un serial de trei episoade a 30 de minute.

## Cărți traduse în limba română
- Mormintele din Atuan
  - tradusă de Raluca Pușcău, Diana Groza, Editura Alexandria, 2008, ISBN: 9789738825710
  - tradusă de Maria Ioniță, Editura Young Art, 2019, ISBN: 9786068811666
- Cel mai îndepărtat țărm, tradusă de Raluca Pușcău, Diana Groza, Editura Alexandria, 2010, ISBN: 9789738825758
- Orașul iluziilor, tradusă de Mihai Dan Pavelescu, Editura Nemira, 2015, ISBN: 9786065799691
- Un vrăjitor din Pamântșimare, tradusă de Maria Ioniță, Editura Young Art, 2016, ISBN: 9786068811239
- Lumii îi spuneau pădure, tradusă de Mihai Dan Pavelescu, Editura Nemira, 2022, ISBN: 9786064312839
- Sfâșierea cerului, tradusă de Roxana Brînceanu
  - Editura Trei, 2013, ISBN: 9789737077233
  - Editura Nemira, 2022, ISBN: 9786064307095
- Deposedații, tradusă de Emil Sîrbulescu, Editura Nemira, 2022, ISBN: 9786064313225
- Mâna stângă a întunericului, tradusă de Mihai Dan Pavelescu
  - Editura Nemira, 2014, ISBN: 9786065797536
  - Editura Nemira, 2018, ISBN: 9786064302205
  - Editura Nemira, 2022, ISBN: 9786064314246